# Argiésans
Argiésans é uma comuna francesa na região administrativa de Borgonha-Franco-Condado, no departamento do Território de Belfort. Estende-se por uma área de 2.73 km². Em 2010 a comuna tinha 523 habitantes (densidade: 191,6 hab./km²).